# Tanakpur
Tanakpur är en ort i Indien.   Den ligger i distriktet Udham Singh Nagar och delstaten Uttarakhand, i den norra delen av landet, 280 km öster om huvudstaden New Delhi. Tanakpur ligger 265 meter över havet och antalet invånare är 16 905.
Terrängen runt Tanakpur är varierad. Runt Tanakpur är det ganska tätbefolkat, med 230 invånare per kvadratkilometer. Tanakpur är det största samhället i trakten. Trakten runt Tanakpur består till största delen av jordbruksmark.